# Società Sportiva Calcio Napoli 1975-1976
Questa voce raccoglie le informazioni riguardanti la Società Sportiva Calcio Napoli nelle competizioni ufficiali della stagione 1975-1976.

## Stagione

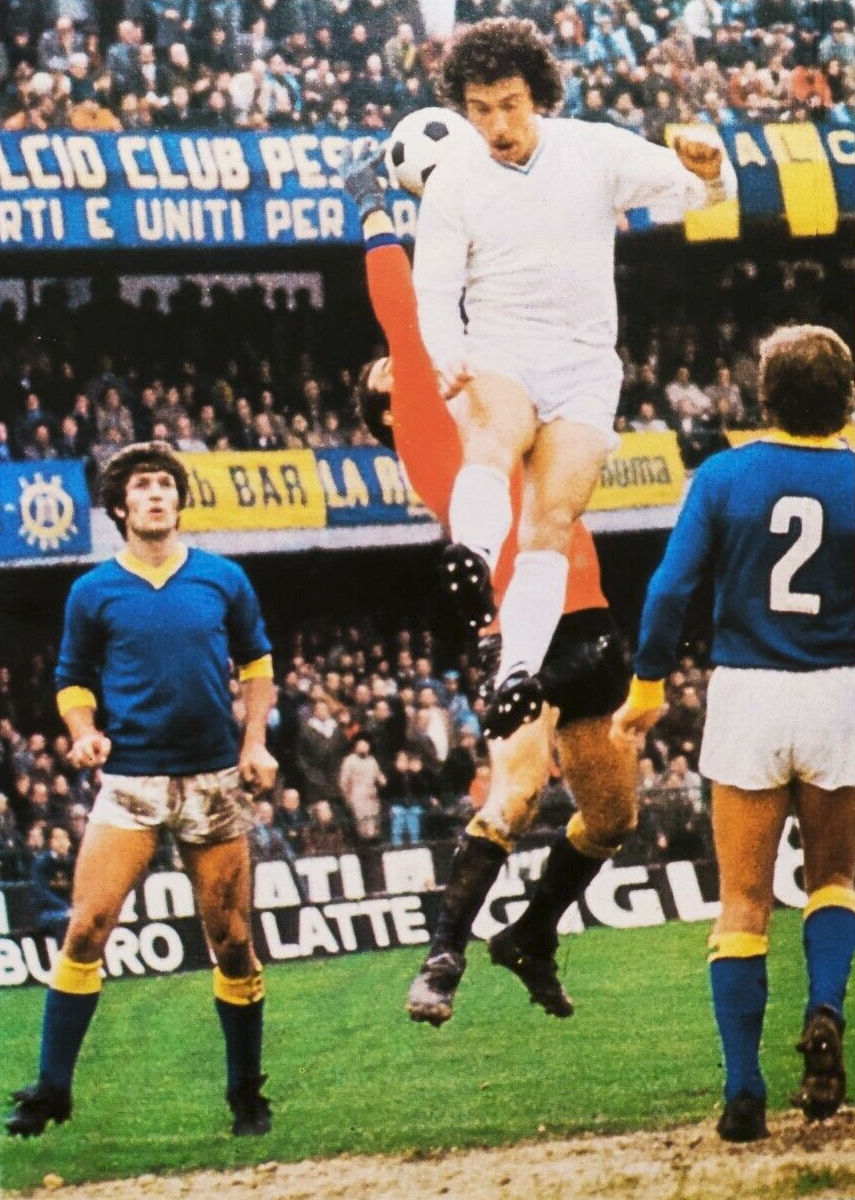
Mister due miliardi Giuseppe Savoldi, nuovo acquisto dell'annata, in elevazione nella vittoriosa trasferta di Verona (2-4) del 2 novembre 1975.

Nella stagione 1975-1976 il Napoli ha chiuso il campionato di Serie A al quinto posto con 36 punti, nel torneo che ha assegnato lo scudetto tricolore per la settima volta al Torino con 45 punti, davanti alla Juventus con 43 punti e al Milan con 38 punti. Sono retrocessi l'Ascoli con 23 punti, il Como con 21 punti e il Cagliari con 19 punti.
In questa stagione il Napoli ha conquistato la sua seconda Coppa Italia, vincendo prima il girone di qualificazione, eliminando Cesena, Palermo, Foggia e Reggiana, poi il girone finale superando Fiorentina, Sampdoria e Milan, e infine battendo nella finale all'Olimpico di Roma, il Verona per 4-0. Il primo trofeo lo aveva vinto nella stagione 1961-1962. A sedere sulla panchina dei partenopei vittoriosi in Coppa Italia, dal 19 giugno c'era il tandem Delfrati-Rivellino, in sostituzione di Luís Vinício il quale aveva invece guidato la squadra per quasi tutta la stagione.
Meno fortunata si rivelò la partecipazione degli azzurri alla Coppa UEFA, conclusasi prematuramente ai trentaduesimi di finale per mano dei sovietici della Torpedo Mosca.
Miglior marcatore stagionale della squadra fu il neoacquisto Giuseppe Savoldi, soprannominato Mister due miliardi per via del notevole prezzo del suo cartellino – rivelatasi l'operazione, all'epoca, più costosa nella storia del calciomercato –, autore di 21 reti di cui 14 in campionato, 6 in Coppa Italia e una in Coppa UEFA.

## Divise
| Casa | Trasferta | Portiere | Portiere | Portiere |

## Organigramma societario
Area sportiva
- Presidente: Corrado Ferlaino

Area tecnica
- Allenatore: Luís Vinício, poi Rosario Rivellino e Alberto Delfrati

## Rosa
| N. |                   | Ruolo | Calciatore           |
| -- | ----------------- | ----- | -------------------- |
|    | Italia (bandiera) | P     | Pietro Carmignani    |
|    | Italia (bandiera) | P     | Pasquale Fiore       |
|    | Italia (bandiera) | D     | Giuseppe Bruscolotti |
|    | Italia (bandiera) | D     | Tarcisio Burgnich    |
|    | Italia (bandiera) | D     | Antonio La Palma     |
|    | Italia (bandiera) | D     | Spartaco Landini     |
|    | Italia (bandiera) | D     | Luigi Pogliana       |
|    | Italia (bandiera) | D     | Luigi Punziano       |
|    | Italia (bandiera) | D     | Giovanni Vavassori   |
|    | Italia (bandiera) | C     | Luigi Boccolini      |

| N. |                   | Ruolo | Calciatore                 |
| -- | ----------------- | ----- | -------------------------- |
|    | Italia (bandiera) | C     | Pasquale Casale            |
|    | Italia (bandiera) | C     | Salvatore Esposito         |
|    | Italia (bandiera) | C     | Antonio Juliano (capitano) |
|    | Italia (bandiera) | C     | Vincenzo Montefusco        |
|    | Italia (bandiera) | C     | Andrea Orlandini           |
|    | Italia (bandiera) | A     | Giorgio Braglia            |
|    | Italia (bandiera) | A     | Giuseppe Massa             |
|    | Italia (bandiera) | A     | Giuseppe Savoldi           |
|    | Italia (bandiera) | A     | Giannantonio Sperotto      |

## Calciomercato
| Acquisti | Acquisti              | Acquisti | Acquisti   |
| R.       | Nome                  | da       | Modalità   |
| -------- | --------------------- | -------- | ---------- |
| A        | Giuseppe Savoldi      | Bologna  | definitivo |
| A        | Giannantonio Sperotto | Varese   | definitivo |
| C        | Luigi Boccolini       | Brindisi | definitivo |

| Cessioni | Cessioni         | Cessioni | Cessioni   |
| R.       | Nome             | a        | Modalità   |
| -------- | ---------------- | -------- | ---------- |
| A        | Sergio Clerici   | Bologna  | definitivo |
| C        | Rosario Rampanti | Bologna  | definitivo |
| C        | Ezio Vendrame    | Padova   | definitivo |

## Risultati

### Serie A

#### Girone di andata
| Arbitro: | Lattanzi (Roma) |

|                    |           |  |
| Savoldi 83’ (rig.) | Marcatori |  |

| Arbitro: | Gonella (Parma) |

|                   |           |           |
| Casarsa 9’ (rig.) | Marcatori | 67’ Massa |

| Arbitro: | Gialluisi (Barletta) |

|                         |           |  |
| Savoldi 45’ Braglia 52’ | Marcatori |  |

| Arbitro: | Menicucci (Firenze) |

|                    |           |                                                  |
| Luppi 41’ Moro 74’ | Marcatori | 53’ Juliano 56’ La Palma 62’ Braglia 90’ Savoldi |

| Arbitro: | Pieri (Genova) |

|                            |           |          |
| Massa 46’ Savoldi 64’, 80’ | Marcatori | 19’ Riva |

| Arbitro: | Serafino (Roma) |

|                                     |           |             |
| Pulici 18’, 28’ Punziano 70’ (aut.) | Marcatori | 24’ Savoldi |

| Arbitro: | Gonella (Parma) |

|                    |           |  |
| Savoldi 40’ (rig.) | Marcatori |  |

| Arbitro: | Casarin (Milano) |

|  |           |               |
|  | Marcatori | 11’ Boccolini |

| Napoli 14 dicembre 1975 9ª giornata | Napoli        | 0 – 0 | Ascoli | Stadio San Paolo\| Arbitro: \| Ciulli (Roma) \| |
| Arbitro:                            | Ciulli (Roma) |       |        |                                                 |

| Arbitro: | Menegali (Roma) |

|                              |           |             |
| Boninsegna 37’ Facchetti 90’ | Marcatori | 68’ Juliano |

| Arbitro: | Michelotti (Parma) |

|                      |           |                   |
| Damiani 34’ Gori 84’ | Marcatori | 4’ (rig.) Savoldi |

| Arbitro: | Casarin (Milano) |

|                      |           |                |
| Braglia 9’ Massa 86’ | Marcatori | 1’, 33’ Chiodi |

| Arbitro: | Gonella (Parma) |

|                       |           |               |
| Massa 60’ Savoldi 69’ | Marcatori | 85’ Negrisolo |

| Arbitro: | Menicucci (Firenze) |

|                        |           |                      |
| Scarpa 68’ Marchei 85’ | Marcatori | 4’ Massa 16’ Braglia |

| Napoli 1º febbraio 1976 15ª giornata | Napoli            | 0 – 0 | Sampdoria | Stadio San Paolo\| Arbitro: \| Gussoni (Tradate) \| |
| Arbitro:                             | Gussoni (Tradate) |       |           |                                                     |

#### Girone di ritorno
| Arbitro: | Panzino (Catanzaro) |

|  |           |                  |
|  | Marcatori | 67’ (aut.) Rossi |

| Arbitro: | Lazzaroni (Milano) |

|              |           |                   |
| Esposito 15’ | Marcatori | 76’, 88’ Desolati |

| Arbitro: | Ciacci (Firenze) |

|  |           |            |
|  | Marcatori | 7’ Juliano |

| Arbitro: | Reggiani (Bologna) |

|  |           |              |
|  | Marcatori | 41’ Mascetti |

| Arbitro: | Terpin (Trieste) |

|                |           |               |
| Quagliozzi 68’ | Marcatori | 43’ Orlandini |

| Napoli 14 marzo 1976 21ª giornata | Napoli           | 0 – 0 | Torino | Stadio San Paolo\| Arbitro: \| Casarin (Milano) \| |
| Arbitro:                          | Casarin (Milano) |       |        |                                                    |

| Arbitro: | Menicucci (Firenze) |

|                    |           |           |
| Calloni 40’ (rig.) | Marcatori | 57’ Massa |

| Arbitro: | Lenardon (Siena) |

|           |           |  |
| Massa 88’ | Marcatori |  |

| Ascoli Piceno 4 aprile 1976 24ª giornata | Ascoli        | 0 – 0 | Napoli | Stadio Cino e Lillo Del Duca\| Arbitro: \| Prati (Parma) \| |
| Arbitro:                                 | Prati (Parma) |       |        |                                                             |

| Arbitro: | Reggiani (Bologna) |

|                                   |           |                     |
| Pogliana 5’ Savoldi 15’ Massa 20’ | Marcatori | 16’ (aut.) Esposito |

| Arbitro: | Casarin (Milano) |

|               |           |             |
| Boccolini 40’ | Marcatori | 55’ Bettega |

| Arbitro: | Menegali (Roma) |

|                       |           |  |
| Clerici 9’ Chiodi 88’ | Marcatori |  |

| Arbitro: | Trinchieri (Reggio Emilia) |

|  |           |                                      |
|  | Marcatori | 10’ Sperotto 42’, 62’ (rig.) Savoldi |

| Arbitro: | Mascia (Milano) |

|                                                         |           |  |
| Esposito 42’ Savoldi 45’ (rig.) Massa 49’ Vavassori 51’ | Marcatori |  |

| Arbitro: | Panzino (Catanzaro) |

|                                    |           |                    |
| Tuttino 20’ Magistrelli 58’ (rig.) | Marcatori | 64’ (rig.) Savoldi |

### Coppa Italia

#### Primo turno
| Cesena 27 agosto 1975 1ª giornata | Cesena           | 0 – 0 | Napoli | Stadio La Fiorita\| Arbitro: \| Casarin (Milano) \| |
| Arbitro:                          | Casarin (Milano) |       |        |                                                     |

| Arbitro: | Barboni (Firenze) |

|                      |           |                 |
| Massa 5’ Braglia 40’ | Marcatori | 81’ Passalacqua |

| Arbitro: | Panzino (Catanzaro) |

|                                                          |           |                  |
| Orlandini 37’ Massa 53’ Savoldi 60’ Pirazzini 77’ (aut.) | Marcatori | 66’, 69’ Turella |

| 14 settembre 1975 4ª giornata |  | – Turno di riposo |  |  |

| Arbitro: | Trinchieri (Reggio Emilia) |

|  |           |                               |
|  | Marcatori | 19’, 49’ Sperotto 69’ Juliano |

#### Secondo turno
| Napoli 19 maggio 1976 1ª giornata | Napoli        | 0 – 0 | Fiorentina | Stadio San Paolo\| Arbitro: \| Prati (Parma) \| |
| Arbitro:                          | Prati (Parma) |       |            |                                                 |

| Arbitro: | Reggiani (Bologna) |

|  |           |                                  |
|  | Marcatori | 56’ (rig.) Savoldi 71’ Boccolini |

| Arbitro: | Terpin (Trieste) |

|                  |           |             |
| Braglia 12’, 56’ | Marcatori | 51’ Orlandi |

| Arbitro: | Menegali (Roma) |

|               |           |           |
| Bresciani 36’ | Marcatori | 49’ Massa |

| Arbitro: | Panzino (Catanzaro) |

|                         |           |                    |
| Savoldi 16’, 89’ (rig.) | Marcatori | 81’ (rig.) Benetti |

| Arbitro: | Gussoni (Tradate) |

|                             |           |                       |
| Saltutti 69’ Rossinelli 79’ | Marcatori | 26’ Braglia 49’ Massa |

#### Finale
| Arbitro: | Lattanzi (Roma) |

|                                                 |           |  |
| Ginulfi 76’ (aut.) Braglia 78’ Savoldi 79’, 86’ | Marcatori |  |

### Coppa UEFA
| Arbitro: | Matthewson |

|                                                  |           |             |
| Grishin 2’, 88’ Sacharov 30’ (rig.) Belenkov 90’ | Marcatori | 35’ Savoldi |

| Arbitro: | Hungerbühler |

|             |           |             |
| Braglia 37’ | Marcatori | 15’ Filatov |

## Statistiche

### Statistiche di squadra
| Competizione | Punti | In casa | In casa | In casa | In casa | In casa | In casa | In trasferta | In trasferta | In trasferta | In trasferta | In trasferta | In trasferta | Totale | Totale | Totale | Totale | Totale | Totale | DR  |
| Competizione | Punti | G       | V       | N       | P       | Gf      | Gs      | G            | V            | N            | P            | Gf           | Gs           | G      | V      | N      | P      | Gf     | Gs     | DR  |
| ------------ | ----- | ------- | ------- | ------- | ------- | ------- | ------- | ------------ | ------------ | ------------ | ------------ | ------------ | ------------ | ------ | ------ | ------ | ------ | ------ | ------ | --- |
| Serie A      | 36    | 15      | 8       | 5       | 2       | 21      | 9       | 15           | 5            | 5            | 5            | 19           | 18           | 30     | 13     | 10     | 7      | 40     | 27     | +13 |
| Coppa Italia |       | 5       | 4       | 1       | 0       | 10      | 5       | 5            | 2            | 3            | 0            | 8            | 3            | 11     | 7      | 4      | 0      | 22     | 8      | +14 |
| Coppa UEFA   | -     | 1       | 0       | 1       | 0       | 1       | 1       | 1            | 0            | 0            | 1            | 1            | 4            | 1      | 0      | 1      | 1      | 2      | 5      | -3  |
| Totale       |       | 21      | 12      | 7       | 2       | 32      | 15      | 21           | 7            | 8            | 6            | 28           | 25           | 43     | 20     | 15     | 8      | 64     | 40     | +24 |

### Statistiche dei giocatori
| Giocatore      | Serie A  | Serie A | Serie A     | Serie A    | Coppa Italia | Coppa Italia | Coppa Italia | Coppa Italia | Coppa UEFA | Coppa UEFA | Coppa UEFA  | Coppa UEFA | Totale   | Totale | Totale      | Totale     |
| Giocatore      | Presenze | Reti    | Ammonizioni | Espulsioni | Presenze     | Reti         | Ammonizioni  | Espulsioni   | Presenze   | Reti       | Ammonizioni | Espulsioni | Presenze | Reti   | Ammonizioni | Espulsioni |
| -------------- | -------- | ------- | ----------- | ---------- | ------------ | ------------ | ------------ | ------------ | ---------- | ---------- | ----------- | ---------- | -------- | ------ | ----------- | ---------- |
| L. Boccolini   | 28       | 2       | ?           | ?          | 6            | 1            | ?            | ?            | 2          | 0          | ?           | ?          | 36       | 3      | ?           | ?          |
| G. Braglia     | 22       | 4       | ?           | ?          | 10           | 5            | ?            | ?            | 2          | 1          | ?           | ?          | 34       | 10     | ?           | ?          |
| G. Bruscolotti | 20       | 0       | ?           | ?          | 8            | 0            | ?            | ?            | 2          | 0          | ?           | ?          | 30       | 0      | ?           | ?          |
| T. Burgnich    | 30       | 0       | ?           | ?          | 11           | 0            | ?            | ?            | 2          | 0          | ?           | ?          | 43       | 0      | ?           | ?          |
| P. Carmignani  | 29       | -25     | ?           | ?          | 11           | -8           | ?            | ?            | 2          | -5         | ?           | ?          | 42       | -38    | ?           | ?          |
| P. Casale      | 1        | 0       | ?           | ?          | 2            | 0            | ?            | ?            | -          | -          | -           | -          | 3        | 0      | 0+          | 0+         |
| S. Esposito    | 23       | 2       | ?           | ?          | 11           | 0            | ?            | ?            | 1          | 0          | ?           | ?          | 35       | 2      | ?           | ?          |
| P. Fiore       | 1        | -2      | ?           | ?          | -            | -            | -            | -            | -          | -          | -           | -          | 1        | -2     | 0+          | 0+         |
| A. Juliano     | 23       | 3       | ?           | ?          | 7            | 1            | ?            | ?            | 2          | 0          | ?           | ?          | 32       | 4      | ?           | ?          |
| A. La Palma    | 30       | 1       | ?           | ?          | 9            | 0            | ?            | ?            | 2          | 0          | ?           | ?          | 41       | 1      | ?           | ?          |
| S. Landini (I) | 8        | 0       | ?           | ?          | 1            | 0            | ?            | ?            | -          | -          | -           | -          | 9        | 0      | 0+          | 0+         |
| G. Massa       | 30       | 9       | ?           | ?          | 11           | 4            | ?            | ?            | 2          | 0          | ?           | ?          | 43       | 13     | ?           | ?          |
| V. Montefusco  | -        | -       | -           | -          | 1            | 0            | ?            | ?            | -          | -          | -           | -          | 1        | 0      | 0+          | 0+         |
| A. Orlandini   | 30       | 1       | ?           | ?          | 11           | 1            | ?            | ?            | 2          | 0          | ?           | ?          | 43       | 2      | ?           | ?          |
| L. Pogliana    | 10       | 1       | ?           | ?          | 9            | 0            | ?            | ?            | 2          | 0          | ?           | ?          | 21       | 1      | ?           | ?          |
| L. Punziano    | 4        | 0       | ?           | ?          | 3            | 0            | ?            | ?            | 1          | 0          | ?           | ?          | 8        | 0      | ?           | ?          |
| G. Savoldi (I) | 28       | 14      | ?           | ?          | 11           | 6            | ?            | ?            | 2          | 1          | ?           | ?          | 41       | 21     | ?           | ?          |
| G. Sperotto    | 10       | 1       | ?           | ?          | 4            | 2            | ?            | ?            | 1          | 0          | ?           | ?          | 15       | 3      | ?           | ?          |
| G. Vavassori   | 19       | 1       | ?           | ?          | 6            | 0            | ?            | ?            | -          | -          | -           | -          | 25       | 1      | 0+          | 0+         |